# Lijst van gasthuizen in Groningen

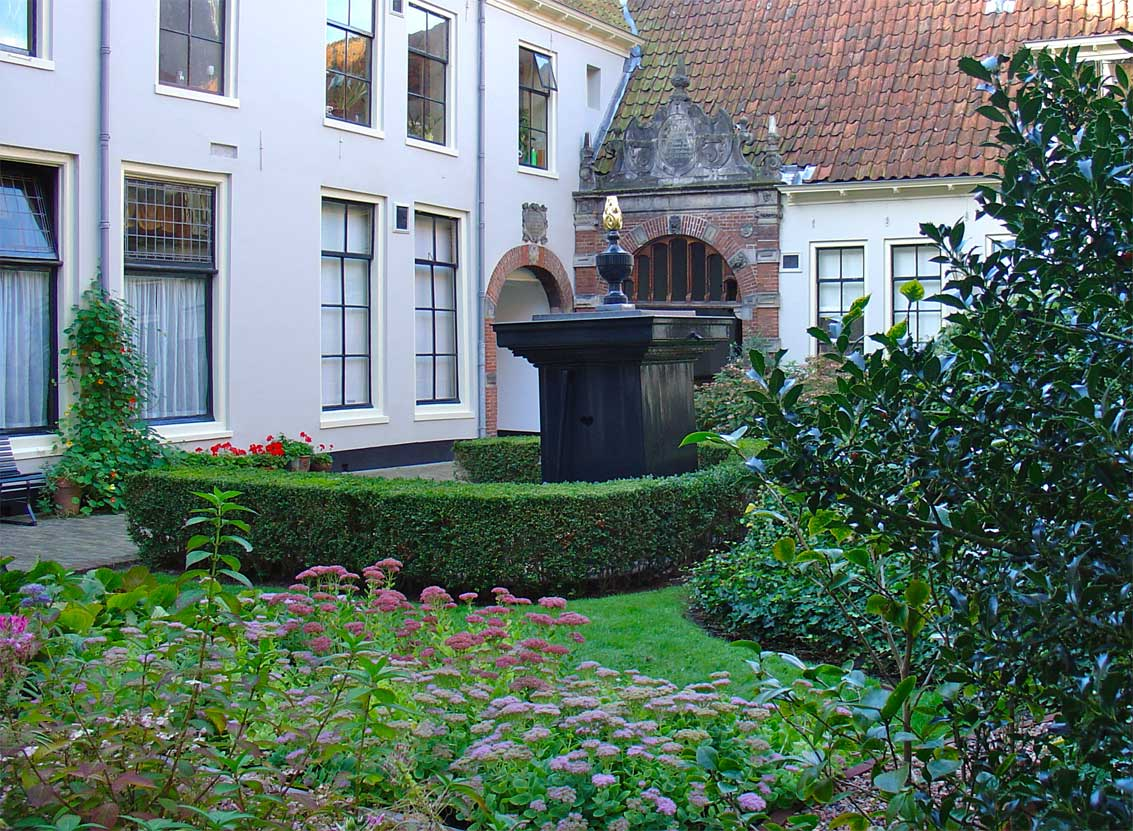
Het Peper- of Geertruitsgasthuis

Gasthuis is het Groningse equivalent van wat in andere steden veelal met hofje of convent wordt aangeduid. Het begrip gasthuis bestond al in de Middeleeuwen.
In de Middeleeuwen ging het in eerste instantie om huizen waar zieken (pestlijders), armen en pelgrims werden opgevangen. Het oudste gasthuis in Groningen, het Pelstergasthuis, stond aan de rand van de stad, waarschijnlijk gesticht als pelgrimsoord. Van het Pepergasthuis is bekend dat het is gesticht als verblijf voor pelgrims. Het Armhuiszitten Convent is de eerste poging van het stadsbestuur om enige orde aan te brengen in de voorzieningen voor de armlastige stadjers. Het convent beheerde niet alleen enkele gasthuizen, maar was ook verantwoordelijk voor de voedseluitdeling voor de stille armen in de stad.
Vanaf 1600 krijgen de gasthuizen meer en meer de functie van bejaardentehuizen. De oudste gasthuizen waren kerkelijke stichtingen, later werden ze ook door welgestelde burgers gesticht.
Door de bouw van moderne bejaardentehuizen zijn de meeste bejaarden vertrokken en veel hofjes vervallen geraakt. Na een grootscheepse restauratie in de jaren tachtig van de twintigste eeuw is een aantal gasthuizen nu tot rijksmonument verklaard.
Begijnhoven, hofjes waar begijnen een gemeenschap vormden, zijn er wel geweest in Groningen, maar hiervan is vrijwel niets bewaard gebleven. Op de plaats waar nu het Academiegebouw staat hebben tot de reductie van Groningen twee begijnhoven gestaan: het Vrouwe Menoldaconvent en het Vrouwe Sywenconvent. Van latere datum is het Olde Convent dat deels is bewaard gebleven in het Rode Weeshuis.

## Nog bestaande gasthuizen
Onderstaande lijst is een alfabetische opsomming van de 32 nog overgebleven gasthuizen in de stad Groningen. De meeste gasthuizen hebben hun oorspronkelijke functie als opvangadres verloren, maar enkelen zijn nog in gebruik als gasthuis:
| Naam                                  | Jaar      | Adres                          | Opmerking | Afbeelding |  |
| ------------------------------------- | --------- | ------------------------------ | --- | ---------- |  |
| naamloos hofje (Hofje Ceramstraat)    | 1937      | Ceramstraat 17 - 53            | Hofje van 24 woningen voor ouden van dagen |            |  |
| naamloos hofje (Hofje Tellegenstraat) | 1933      | Tellegenstraat 7 - 59          | Hofje van 27 woningen voor ouden van dagen, architect Siebe Jan Bouma                                                                                          |            |  |
| Aaffien Olthofsgasthuis               | 1767      | Kattenhage 4-10                | Ook wel bekend als Vrouw Wilsoorgasthuis |            |  |
| Aduardergasthuis                      | 1604      | Munnekeholm 3                  | Gesticht door de laatste abt van het klooster van Aduard |            |  |
| Anna Varvers Convent                  | 1632      | Nieuwe Kijk in 't Jatstraat 12 | |            |  |
| Armhuiszitten Convent                 | 1437      | A-Kerkstraat 22                | Ook wel bekend als Lamme Huiningegasthuis |            |  |
| Beth Zekenim                          | 1899      | Schoolholm 26                  | |            |  |
| Corneliagasthuis                      | 1854      | Hardewikerstraat 39            | Ook wel bekend als Tellegengasthuis |            |  |
| Doopsgezind Gasthuis                  | 1872      | Nieuwe Boteringestraat 47      | |            |  |
| Gasthuis Groningen                    | 1990      | Eendrachtskade NZ 19           | hospice, opgezet door Humanitas Groningen |            |  |
| Gasthuis voor de werkende stand       | 1850/1935 | Oosterweg 90                   | |            |  |
| Gerarda Gockingahuis                  | 1870      | Grote Rozenstraat 72-84        | |            |  |
| Hesselinkstichting                    | 1893      | Nieuwe Boteringestraat 47      | Gesticht als voorziening voor armlastige doopsgezinden aan de Meeuwerderweg, in 1893 verplaatst naar Doopsgezind gasthuis waar een nieuwe vleugel werd gebouwd |            |  |
| Jacob en Annagasthuis                 | 1495      | Gasthuisstraatje 2             | Bijnaam: Lekkerbeetjesgasthuis |            |  |
| Jan Luitjensgasthuis                  | 1591/1932 | Noorderbinnensingel 82-87      | Ook wel bekend als Jannes Baroldigasthuis |            |  |
| Juffer Margarethagasthuis             | 1858      | Haddingestraat 19-21           | |            |  |
| Juffer Tette Alberdagasthuis          | 1666      | Nieuwe Kerkhof 22              | |            |  |
| Latteringe Gasthuis                   | 1857      | Visserstraat 13                | |            |  |
| Maria Elisabeth Linhoff Stichting     | 1944      | Oude Kijk in 't Jatstraat 61   | |            |  |
| Mepschen- of Sint Annengasthuis       | 1479      | Oude Kijk in 't Jatstraat 4    | |            |  |
| Middengasthuis                        | 1873      | Kleine Rozenstraat 8-62        | |            |  |
| Middengasthuis                        | 1895      | Grote Leliestraat 53-113       | |            |  |
| Pieternellagasthuis                   | 1878      | Grote Leliestraat 34           | |            |  |
| Remonstrants Gasthuis                 | 1892      | Noorderbinnensingel 23-49      | |            |  |
| Rustoord                              | 1922      | Korreweg 158                   | |            |  |
| Sint Anthonygasthuis                  | 1517      | Rademarkt 29                   | |            |  |
| Pepergasthuis                         | 1405      | Peperstraat 22                 | Ook wel bekend als Geertruidsgasthuis (officiële naam) |            |  |
| Sint Martinusgasthuis                 | 1880      | Grote Leliestraat 23           | |            |  |
| Ter Schouw-Van Sanenstichting         | 1929      | Moesstraat 46                  | |            |  |
| Typografengasthuis                    | 1903      | Petrus Campersingel 37-117     | |            |  |
| Ubbenagasthuis                        | 1521/1923 | Korreweg 158                   | |            |  |
| Weldadige Stichting Ketelaar-Bos      | 1939      | Gasthuisstraatje 1             | |            |  |
| Wytzes- of Schoonbeeksgasthuis        | 1701/1911 | Visserstraat 52-54             | |            |  |
| Zeylsgasthuis                         | 1668      | Visserstraat 50                | |            |  |

## Verdwenen gasthuizen
- Het Sint Jurgensgasthuis, gesticht in 1422 als voorziening voor leprozen in Helpman, opgeheven in 1599.
- Het Riddersgasthuis, gesticht in 1594, in 1621 opgegaan in het Armhuiszitten Convent.
- Het Scheuningsgasthuis aan de Prinsenstraat gesticht in 1625, laatste bewoner verhuisde in 1953 naar het Remonstrants Gasthuis, gesloopt voor uitbreiding Nieuwsblad van het Noorden.
- Het Vrouw Fransensgasthuis aan de Battengang, gesticht in 1675, werd in 1969 afgebroken en opnieuw opgebouwd in het openluchtmuseum Het Hogeland in Warffum.